# Jänner-Rallye

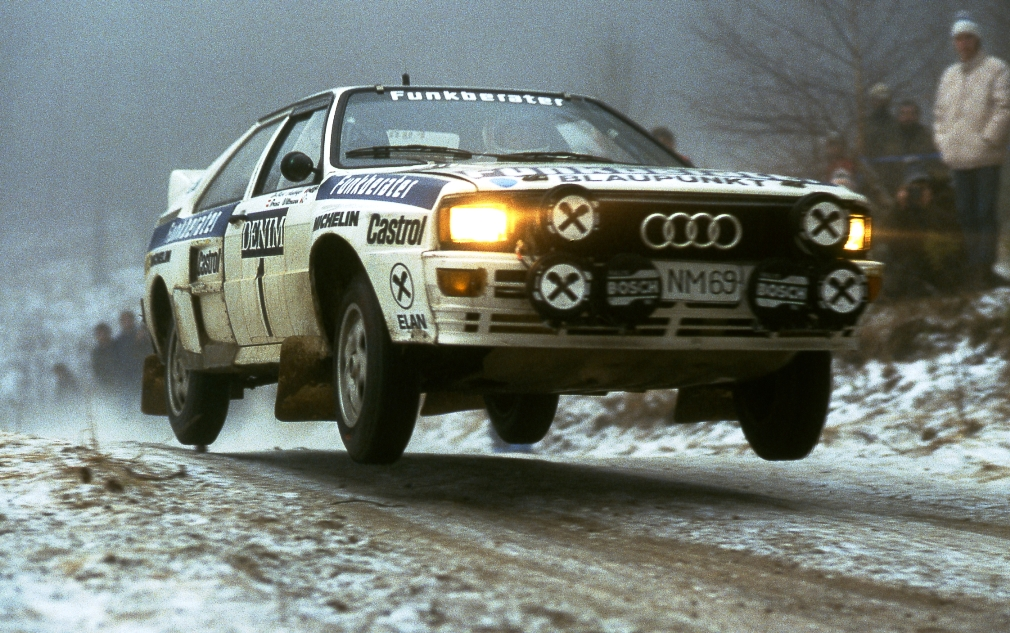
1984: Wittmann/Nestinger auf dem Weg zum Jänner-Rallye-Sieg

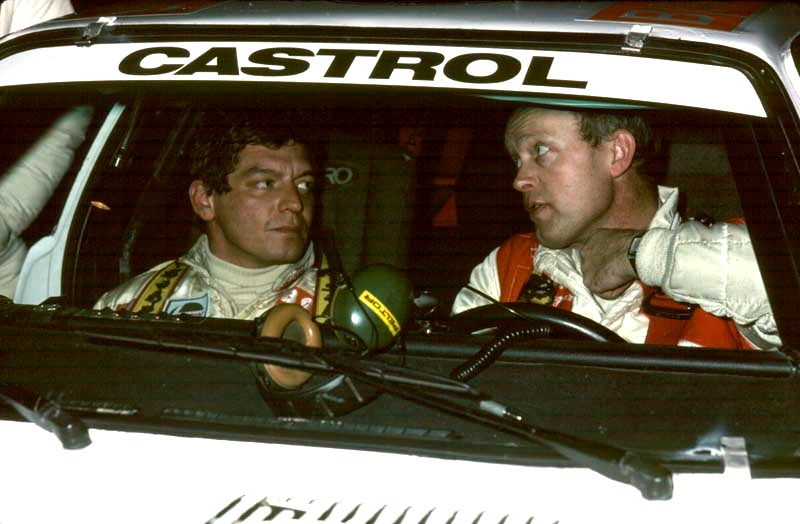
Franz Wurz als Copilot von Björn Waldegård (Jänner-Rallye 1984)

Die Jänner-Rallye (auch Castrol-Jänner-Rallye oder IQ-Jänner-Rallye) ist eine Automobil-Rallye im Raum Freistadt (Mühlviertel, Oberösterreich), die jeweils Anfang Jänner stattfindet.

## Die Veranstaltung
In den 1980ern war die Jänner-Rallye, mit ihrem damaligen Sponsor Castrol, einer der wichtigsten Rallye-Staatsmeisterschaftsläufe in Österreich und zählte auch zur Rallye-Europameisterschaft. Unter anderem hatte der Audi quattro 1981 seinen ersten offiziell gewerteten Rallyeeinsatz in diesem Wettbewerb. Gewinner war damals „Hausherr“ Franz Wittmann. 1984 konnte Wittmann bei „seiner“ Jänner sogar Ex-Rallye-Weltmeister Björn Waldegård auf Rang zwei verweisen, der zusammen mit seinem früheren Rallycross-Rivalen und hier nur als Copilot agierenden Franz Wurz einen gleichwertigen Audi quattro durchs Mühlviertel bewegte.
Ende der 1980er-Jahre wurde die Jänner-Rallye aufgrund von Protesten lokaler Umweltschützer ausgesetzt. Nach einer Pause von über zehn Jahren wurde sie 2001 erstmals wieder durchgeführt, nun mit einem neuen Sponsor (IQ-Diskont). Diese Kooperation wurde mit Beginn der 27. Jänner-Rallye aufgelöst.
Für das Jahr 2010 mussten die Organisatoren respektive der Rallyeclub Mühlviertel im November 2009 die Veranstaltung absagen, als Grund für die Absage wurden nicht umsetzbare Auflagen durch die Behörden genannt.
Ab 2012 zählte die Jänner-Rallye nach einer längeren Pause wieder zur Rallye-Europameisterschaft sowie neben der österreichischen auch zur tschechischen Rallye-Staatsmeisterschaft.
In den Jahren 2016 und 2017 fand keine Jänner-Rallye statt. Ab 2018 zählt sie wieder zur österreichischen Rallye-Staatsmeisterschaft.
Die Rallye des Jahres 2021 wurde wegen der Coronakrise bereits frühzeitig im Juli 2020 abgesagt.

## Statistik

### Ergebnisse
| Termin              | Zählung u. Name                                                               | Sieger *                                                            | Zweite *                                                              | Dritte *                                                              |
| ------------------- | ----------------------------------------------------------------------------- | ------------------------------------------------------------------- | --------------------------------------------------------------------- | --------------------------------------------------------------------- |
| 3.–5. Jänner 2025   | 38. LKW FRIENDS on the road Jänner-Rallye powered by Wimberger                | Michael Lengauer / Erik Fürst (Škoda Fabia RS Rally2)               | Simon Wagner / Hanna Ostlender (Hyundai i20 N Rally2)                 | Jan Černý / Ondřej Krajča (Citroën C3 Rally2)                         |
| 5.–7. Jänner 2024   | 37. LKW FRIENDS on the road Jänner-Rallye powered by Wimberger                | Michael Lengauer / Erik Fürst (Škoda Fabia Rally2 Evo)              | Simon Wagner / Gerald Winter (Škoda Fabia RS Rally2)                  | Julian Wagner / Hanna Ostlender (Škoda Fabia RS Rally2)               |
| 5.–7. Jänner 2023   | 36. Internationale LKW FRIENDS on the road Jänner-Rallye powered by Wimberger | Adrien Fourmaux / Coria Alexandre (Ford Fiesta Rally2 MkII)         | Simon Wagner / Gerald Winter (Škoda Fabia RS Rally2)                  | Hermann Neubauer / Ursula Mayrhofer (Škoda Fabia Rally2 Evo)          |
| 3.–5. Jänner 2020   | 35. Internationale LKW FRIENDS on the road Jänner-Rallye                      | Hermann Neubauer / Bernhard Ettel (Ford Fiesta R5)                  | Simon Wagner / Gerald Winter (Škoda Fabia R5 evo)                     | Michael Lengauer / Andreas Thauerböck (Subaru Impreza STI)            |
| 3.–5. Jänner 2019   | 34. Internationale LIETZ Sport Jänner-Rallye                                  | Julian Wagner / Anne Katharina Stein (Škoda Fabia R5)               | Gerald Rigler / Jürgen Heigl (Ford Fiesta R5)                         | Gerhard Aigner / Martin Sztachovics-Tomasini (Škoda Fabia R5)         |
| 4.–6. Jänner 2018   | 33. Internationale LIETZ Sport Jänner-Rallye                                  | Johannes Keferböck / Hannes Gründlinger (Ford Fiesta R5)            | Gerhard Aigner / Marko Hübler (Ford Fiesta R5 Evo 2)                  | Hermann Gassner senior / Lena Öttl (Mitsubishi Lancer Evo X)          |
| 4.–6. Jänner 2015   | 32. Internationale Jänner-Rallye                                              | Kajetan Kajetanowicz / Jaroslaw Baran (Ford Fiesta R5)              | Raimund Baumschlager / Klaus Wicha (Škoda Fabia S2000)                | Robert Consani / Maxime Vilmot (Peugeot 207 S2000)                    |
| 3.–5. Jänner 2014   | 31. Internationale Jänner-Rallye                                              | Robert Kubica / Maciej Szczepaniak (Ford Fiesta RRC)                | Václav Pech / Petr Uhel (Mini John Cooper Works S2000)                | Raimund Baumschlager / Klaus Wicha (Škoda Fabia S2000)                |
| 3.–5. Jänner 2013   | 30. Internationale Jänner-Rallye                                              | Jan Kopecký / Pavel Dresler (Škoda Fabia S2000)                     | Bryan Bouffier / Olivier Fournier (Peugeot 207 S2000)                 | Raimund Baumschlager / Klaus Wicha (Škoda Fabia S2000)                |
| 5.–7. Jänner 2012   | 29. Internationale Jänner-Rallye                                              | Jan Kopecký / Pavel Dresler (Škoda Fabia S2000)                     | Juho Hänninen / Mikko Markkula (Škoda Fabia S2000)                    | Beppo Harrach / Andreas Schindlbacher (Mitsubishi Lancer Evo IX R4)   |
| 6.–8. Jänner 2011   | 28. Internationale Jänner-Rallye                                              | Beppo Harrach / Andreas Schindlbacher (Mitsubishi Lancer Evo IX)    | Raimund Baumschlager / Klaus Wicha (Škoda Fabia S2000)                | Jaroslav Orsák / Karel Vajík (Mitsubishi Lancer Evo IX)               |
| 2.–4. Jänner 2009   | 27. Internationale Jänner-Rallye                                              | Raimund Baumschlager / Thomas Zeltner (Mitsubishi Lancer Evo IX)    | Hermann Gassner senior / Karin Thannhäuser (Mitsubishi Lancer Evo IX) | Hermann Gassner junior / Kathi Wüstenhagen (Mitsubishi Lancer Evo IX) |
| 3.–5. Jänner 2008   | 26. Internationale IQ-Jänner-Rallye                                           | Václav Pech / Petr Uhel (Mitsubishi Lancer Evo IX)                  | Pavel Valoušek / Zdeněk Hrůza (Mitsubishi Lancer Evo IX)              | Raimund Baumschlager / Thomas Zeltner (Mitsubishi Lancer Evo IX)      |
| 11.–13. Jänner 2007 | 25. Internationale IQ-Jänner-Rallye                                           | Václav Pech / Petr Uhel (Mitsubishi Lancer Evo IX)                  | Hermann Gassner senior / Karin Thannhäuser (Mitsubishi Lancer Evo IX) | Franz Wittmann jr. / Bernhard Ettel (Mitsubishi Lancer Evo VIII)      |
| 5.–7. Jänner 2006   | 24. Internationale IQ-Jänner-Rallye                                           | Raimund Baumschlager / Bernhard Ettel (Mitsubishi Carisma Evo VIII) | Achim Mörtl / Siegfried Schwarz (Subaru Impreza STI)                  | Hermann Gassner / Karin Thannhäuser (Mitsubishi Lancer Evo VIII)      |
| 6.–8. Jänner 2005   | 23. Internationale IQ-Jänner-Rallye                                           | Václav Pech / Petr Uhel (Ford Focus WRC)                            | Achim Mörtl / Ralph Edelmann (Mitsubishi Lancer Evo VII)              | Manfred Stohl / Ilka Minor (Mitsubishi Lancer Evo VII)                |
| 8.–10. Jänner 2004  | 22. Internationale IQ-Jänner-Rallye                                           | Raimund Baumschlager / Klaus Wicha (Mitsubishi Carisma Evo V)       | Jan Kopecký / Filip Schovánek (Škoda Fabia WRC)                       | Václav Pech / Petr Uhel (Ford Focus WRC)                              |
| 4.–10. Jänner 2003  | 21. Internationale IQ-Jänner-Rallye                                           | Franz Wittmann senior / Heike Feichtinger (Toyota Corolla WRC)      | Raimund Baumschlager / Ruben Zeltner (Mitsubishi Carisma Evo)         | Hermann Gassner / Karin Thannhäuser (Mitsubishi Lancer Evo)           |
| 24.–26. Jänner 2002 | 20. Internationale IQ-Jänner-Rallye                                           | Hermann Gassner / Karin Thannhäuser (Mitsubishi Lancer Evo)         | Raimund Baumschlager / Ruben Zeltner (Mitsubishi Carisma Evo)         | Martin Zellhofer / Reinhard Köck (Mitsubishi Lancer Evo)              |
| 2001                | 19. Jänner-Rallye                                                             | Herwig Hüfinger / Andreas Schindlbacher (Mazda 323)                 | Frisch / Golbick (Mazda 323)                                          | Franek / Brodesser (Mitsubishi Lancer Evo 3)                          |
| 2000                | 18. Jänner-Rallye                                                             | Felix Pailer / Harald Wolf (Lancia Delta Integrale 16V)             | Beppo Harrach / Wagner (Audi 90 quattro)                              | Kowald / Gebert (Mitsubishi Lancer Evo 5)                             |
| 1986                | 17. Jänner-Rallye                                                             | Georg Fischer / Thomas Zeltner (Audi 80 quattro)                    | Rudi Stohl / Peter Seisenbacher (Audi 80 quattro)                     | Ernst Harrach / Harald Reitler (Citroën Visa Mille Pistes)            |
| 1985                | 16. Jänner-Rallye                                                             | Wilfried Wiedner / Franz Zehetner (Audi quattro A2)                 | Werner Grissmann / Jörg Pattermann (Audi 80 quattro)                  | Robert Zitta / Wolfgang Resl (Audi 80 quattro)                        |
| 1984                | 15. Jänner-Rallye                                                             | Franz Wittmann senior / Kurt Nestinger (Audi quattro A2)            | Björn Waldegård / Franz Wurz (Audi quattro A1)                        | Per Eklund / Dave Whittock (Audi 80 quattro)                          |
| 1983                | 14. Jänner-Rallye                                                             | Franz Wittmann senior / Kurt Nestinger (Audi quattro A1)            | Georg Fischer / Michael Weinzierl (Mitsubishi Lancer Turbo)           | Peter Mattig / Hubert Stadler (Opel Ascona 400)                       |
| 1982                | 13. Jänner-Rallye                                                             | Franz Wittmann senior / Kurt Nestinger (Audi quattro)               | Georg Fischer / Michael Weinzierl (Talbot Sunbeam Lotus)              | Gerhard Kalnay / Ferdi Hinterleitner (Opel Ascona 400)                |
| 1981                | 12. Jänner-Rallye                                                             | Franz Wittmann senior / Kurt Nestinger (Audi quattro)               | John Haugland / Jan-Olof Bohlin (Škoda 130 RS)                        | Sepp Haider / Jörg Pattermann (Opel Ascona 400)                       |
| 1980                | 11. Jänner-Rallye                                                             | Franz Wittmann senior / Kurt Nestinger (Audi 80 GTE)                | Sepp Haider / Jörg Pattermann (Opel Ascona)                           | Per Engseth / Rudi Stohl (Lada 1600)                                  |
| 1979                | 10. Jänner-Rallye                                                             | Franz Wittmann senior / Kurt Nestinger (Porsche Carrera)            | Per Engseth / Rudi Stohl (Lada 1600)                                  | Sepp Haider / Jörg Pattermann (Opel Kadett C GT/E)                    |
| 1978                | 9. Jänner-Rallye                                                              | Beppo Sulc / Fritz Weixelbraun (VW 1302 S)                          | Georg Fischer / Michael Weinzierl (Datsun Sunny)                      | Franz Wittmann senior / Kurt Nestinger (Opel Kadett C GT/E)           |
| 1977                | 8. Jänner-Rallye                                                              | Franz Wittmann senior / Helmut Neverla (Opel Kadett C GT/E)         | Sepp Haider / Jörg Pattermann (Opel Kadett C GT/E)                    | Per Engseth / Ossi Schurek (Lada 1600)                                |
| 1976                | 7. Jänner-Rallye                                                              | Franz Wittmann senior / Traude Schatzl (Opel Kadett C GT/E)         | Klaus Fritzinger / Dieter Bretz (Toyota Celica)                       | Sepp Haider / Jörg Pattermann (VW 1302 S)                             |
| 1975                | 6. Jänner-Rallye                                                              | Franz Wittmann senior / Traude Schatzl (BMW 2002)                   | Herbert Grünsteidl / Franz Mikes (VW 1302 S)                          | Walter Zöckl / Max Ogrisek (BMW 2002)                                 |
| 1973                | 5. Jänner-Rallye                                                              | Achim Warmbold / John Davenport (VW 1302 S)                         | Georg Fischer / Franz Mikes (VW 1302 S)                               | Herbert Grünsteidl / Georg Hopf (VW 1302 S)                           |
| 1972                | 4. Jänner-Rallye                                                              | Achim Warmbold / Ernst Binder (Opel Ascona)                         | Herbert Grünsteidl / Georg Hopf (BMW 2002)                            | Georg Fischer / Hans Richter (VW 1302 S)                              |
| 1971                | 3. Jänner-Rallye                                                              | Rudolf Müller / Georg Hopf (BMW 2002)                               | Rainer Zweibäumer / Alfred Peter (BMW 1600)                           | Reinhard Hainbach / Wulf Biebinger (Opel Kadett B)                    |
| 1970                | 2. Jänner-Rallye                                                              | Helmut Bein / Hans-Christoph Mehmel (BMW 2002)                      | Fischer / Franz Mauerhofer (BMW 2002)                                 | Walter Lux / Ing. Hans Siebert (VW 1500)                              |
| 1969                | 1. Casino Rallye                                                              | Heinz Weiner / Judith Loos (Citroën DS 19)                          | Leopold Bosch / Ing. Hans Siebert (VW 1500)                           | Gernot Fischer / Franz Mauerhofer (BMW 2002)                          |

* Auflistung nach folgendem Schema: Fahrer / Beifahrer (Fahrzeug)